# Penaincisalia rawlinsi
Penaincisalia rawlinsi is een vlinder uit de familie van de Lycaenidae. De wetenschappelijke naam van de soort is voor het eerst geldig gepubliceerd in 1990 door Johnson.